# 12471 Ларрішерр
12471 Ларрішерр (12471 Larryscherr) — астероїд головного поясу, відкритий 6 лютого 1997 року.
Тіссеранів параметр щодо Юпітера — 3,472.